# Heaven & Hell
Heaven & Hell – debiutancki album studyjny amerykańskiej piosenkarki Avy Max, wydany 18 września 2020 roku nakładem wytwórni Atlantic Records.
„Heaven & Hell” zadebiutował na 27. miejscu na liście US Billboard Hot 200 i od tamtego czasu uzyskał platynową płytę od Recording Industry Association of America (RIAA) w Stanach Zjednoczonych i złotą płytę od British Phonographic Industry (BPI) w Wielkiej Brytanii.

## Promocja
Trasa koncertowa wspierająca album była pierwotnie planowana na wrzesień i październik 2020 w Stanach Zjednoczonych, ale została odwołana z powodu pandemii COVID-19.

## Odbiór komercyjny
W Wielkiej Brytanii Heaven & Hell zadebiutował na drugim miejscu na brytyjskiej liście albumów z dnia 25 września 2020 roku i otrzymał złotą płytę 11 lutego 2022 r., za sprzedaż 100 000 jednostek w Wielkiej Brytanii. Album znalazł się na ósmym miejscu norweskiej listy VG, ostatecznie osiągając drugie miejsce w następnym tygodniu. 9 listopada 2020 roku IFPI Norway przyznał „Heaven & Hell” siedmiokrotną platynę za sprzedaż ponad 140 000 sztuk w kraju. Na polskiej oficjalnej liście sprzedaży (OLiS) z dnia 1 października 2020 r., „Heaven & Hell” zadebiutował na 25. miejscu i uzyskał potrójną platynową płytę od ZPAV w dniu 18 listopada 2020 roku za sprzedaż 20 000 sztuk w Polsce.
W Stanach Zjednoczonych Heaven & Hell znalazł się na 27. miejscu listy Billboard 200 z 3 października 2020 roku i uzyskał platynę od Recording Industry Association of America (RIAA) 1 czerwca 2022 r. za sprzedaż 1 000 000 jednostek w kraju. Na kanadyjskiej liście albumów album osiągnął 16. miejsce na liście z dnia 3 października 2020 roku. Otrzymał platynową płytę od Music Canada 27 sierpnia 2021 roku za sprzedaż ponad 80 000 egzemplarzy w Kanadzie. W Brazylii „Heaven & Hell” otrzymał platynową płytę od Pro-Música Brasil (PMB). Na japońskiej liście Oricon Albums Chart album osiągnął 42. miejsce na liście z dnia 28 września 2020 roku. W Australii Heaven & Hell zadebiutował na liście ARIA Albums Chart na siódmym miejscu na liście z października, gdzie pozostał przez dwa tygodnie.

## Lista utworów
Opracowano na podstawie materiału źródłowego.
1. „H.E.A.V.E.N”
2. „Kings & Queens”
3. „Naked”
4. „Tatto”
5. „OMG Watch’s Happening”
6. „Call me Tonight”
7. „Born to the Night”
8. „Torn”
9. „Take You to Hell”
10. „Who’s Laughing Now”
11. „Belladonna”
12. „Rumors”
13. „So Am I”
14. „Salt”
15. „Sweet but Psycho”

## Certyfikaty
| Kraj              | Certyfikaty        |
| ----------------- | ------------------ |
| Wielka Brytania   | złota płyta        |
| Kanada            | platynowa płyta    |
| Stany Zjednoczone | platynowa płyta    |
| Brazylia          | platynowa płyta    |
| Polska            | 3x platynowa płyta |
| Norwegia          | 7x platynowa płyta |
| Włochy            | złota płyta        |
| Francja           | złota płyta        |